# Czyżówek
Czyżówek – wieś w Polsce położona w województwie lubuskim, w powiecie żagańskim, w gminie Iłowa w Borach Dolnośląskich (Puszcza Żagańska). 
Współczesny Czyżówek składa się z dwóch przedwojennych wsi – położonej na południu nad potokiem Czernica (niem.) Rädel z kolonią Siegfriedshof oraz leżącej na północ od nich Gräflich Zeisau (zw. także Zeissau bei Halbau). 
W latach 1975–1998 miejscowość administracyjnie należała do województwa zielonogórskiego.